# Josefa Smejkalová
Josefa Smejkalová byla česká a československá politička Komunistické strany Československa a poúnorová poslankyně Národního shromáždění ČSR.

## Biografie
V roce 1948 se uvádí jako živnostnice a knihkupcová, bytem Moravská Třebová.
Ve volbách roku 1948 byla zvolena do Národního shromáždění za KSČ ve volebním kraji Brno. Mandát ale nepřevzala, slib nesložila a v červnu přípisem oznámila rezignaci. Nahradil ji Antonín Vlach.